# Fawoniusz
Fawoniusz (łac. Favonius, Zephyrus, gr. Ζέφυρος Zéphyros) – w mitologii rzymskiej bóg i uosobienie wiatru zachodniego i zachodniej strony świata.
Uosabiał łagodny wiatr, zwiastujący wiosnę. Był utożsamiany z greckim Zefirem.